# 夏吉駅
夏吉駅（なつよしえき）は、かつて福岡県田川市夏吉にあった日本国有鉄道（国鉄）田川線の貨物駅（廃駅）である。貨物支線の廃線に伴い、1973年（昭和48年）4月1日に廃駅となった。

## 歴史
- 1899年（明治32年）1月25日：九州鉄道の一般駅として開業[1]。
- 1905年（明治38年）3月1日：旅客営業を廃止、貨物駅に変更[1]。
- 1907年（明治40年）7月1日：九州鉄道国有化[1]。
- 1942年（昭和17年）4月1日：営業範囲を荷物及び貨物に変更[1]。
- 1943年（昭和18年）6月10日：営業範囲を貨物に変更[1]。
- 1973年（昭和48年）4月1日：貨物支線の廃線に伴い廃止[1]。
- 1976年（昭和51年）12月：日本セメント専用線（香春駅所属）が貨物支線跡地に専用線を敷設。当駅跡地にヤードを設置[2]。
- 1989年（平成元年）7月9日：専用線廃止[2]。

## 配線図
|            | 夏吉駅周辺配線略図（1978年、日本セメント専用線時代） |
| 凡例 出典: |                                                      |

## 隣の駅
日本国有鉄道
田川線（貨物支線）
勾金駅 - （貨）夏吉駅